# 沙灘足球

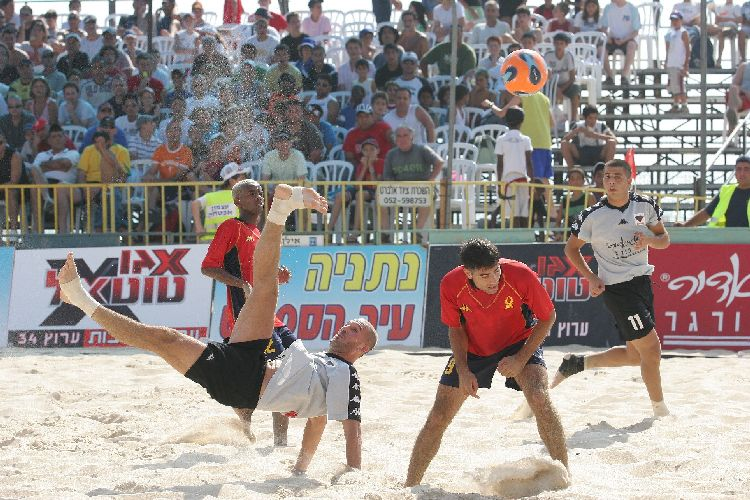
沙灘足球比賽中

沙灘足球，是在沙灘進行的足球運動，是傳統足球的重要分支。

## 沿革
巴西里約熱內盧是沙灘足球的發源地，其後於20世紀70年代末相繼在拉丁美洲和歐洲等地風靡，繼而發展為國際性運動。第一場正規沙灘足球比賽在1992年舉行。1993年，世界沙灘足球協會（IBSA）成立，並製定統一的比賽規則。同年，世界沙灘足球協會開始舉辦規模不大的世界性沙灘足球比賽，但最初只有幾個國家參加。1995年，沙灘足球世界錦標賽的舉行標誌著沙灘足球正式成為體育比賽項目。1998年，歐洲率先舉行職業沙灘足球聯賽。2005年，國際足球聯合會將其納入其管理範圍，並制定更完善的《沙灘足球規則》。同年，第一屆國際足協沙灘足球世界盃舉行。由於不少現役和退休球星的參與，現沙灘足球已成為發展最快的職業競技運動之一。

## 規則與特色
節奏快速的攻防和較高技巧的足球技術，都是沙灘足球具吸引力的重要元素。沙灘足球每隊由5名隊員組成，四個球員加一個守門員。每場比賽分3小節，每小節12分鐘。標準沙灘足球場長37米，寬28米；球門寬5.5米，高2.2米。
與傳統足球規則不同，沙灘足球對替換隊員沒有人數限制，而且界外球可用手或腳開球。比賽球場由於比傳統足球細小，兩隊可進行節奏快速的攻防戰。正因為在沙灘進行比賽不容易進行地面戰，所以其技巧亦與傳統足球不同。沙灘足球經常見到球員做一些較高難度的動作，如挑起足球作抽射等。
所有死球，需在主理球員觸球後5秒開出，否則就會把控球權歸向對方。

## 著名賽事
- 國際足協沙灘足球世界盃（前稱：沙灘足球世界錦標賽）
- 世界沙灘足球巡迴賽
- 歐洲職業沙灘足球聯賽
- 歐洲沙灘足球錦標賽

## 外部連結
- 海阳之窗：沙滩足球
- FIFA：沙滩足球規例 （页面存档备份，存于）